# Magnus Adolph Blüher
Magnus Adolph Blüher, modernisiert Magnus Adolf Blüher, (* 10. Mai 1802 in Boritz; † 1884 in Dorfhain) war ein deutscher lutherischer Theologe und Autor.

## Leben
Blüher wurde in einem Dorf bei Meißen im Kurfürstentum Sachsen geboren, wo er die Schule und das Gymnasium besuchte. An der Universität Leipzig studierte er im Anschluss evangelische Theologie. 1830 wurde Blüher evangelischer Pfarrer in Grünberg bei Hermsdorf und im Jahre 1840 wechselte er als Pfarrer nach Dürrweitzschen. 1851 übernahm er das Pfarreramt in Zschirla mit  Erlbach bei Colditz. 1877 trat er im Alter von 75 Jahren in den Ruhestand. In dieser Zeit wurde auf seine Initiative hin eine neue Kirche in Zschirla errichtet.
Wilhelm von Kügelgen erwähnte ihn in seinem Werk Zwischen Jugend und Reife des alten Mannes.
Sein Sohn Johannes Immanuel Blüher, bei dem er den Lebensabend in Dorfhain verbrachte, wurde wie er Pfarrer.

## Werke (Auswahl)
- Neueste kirchliche Ereignisse in Schlesien. Geschichte der lutherischen Parochien Hönigern und Kaulwitz. Mittheilungen der Beteiligten, Nürnberg: Raw, 1835.
- Predigt am Himmelfahrtsfest, Dresden: Walther, 1838.
- Heinrich Müller’s geistliche Erquickstunden. Neu herausgegeben, Dresden: Naumann, 1840.
- Predigt. In: Dr. Rudelbach’s evangelischen Zeugnissen aus Sachsen, Dresden, 1842.
- David Samuel Rollers, weiland Pastors zu Lausa bei Dresden, Leben und Wirken. Justus Naumann, Dresden 1852 (Digitalisat in der Google-Buchsuche).
- Denkmal der Erinnerung an die Erbauung einer neuen Kirche zu Zschirla. Mit Kupfern, Selbstverlag, 1864.
- Rückblick auf die 25jährige Wirksamkeit des Dienstboten-Belohnungs-Vereins zu Raschütz, Colditz, 1869.